# مک‌لاود
مک‌لاود (‎/məˈklaʊd/‎ mə-KLOWD) ممکن است به یکی از موارد زیر اشاره داشته باشد:
- الیستر مک‌لاود
- ارین مک‌لاود
- گوین مک‌لاود
- جان مک‌لاود
- جان مک‌لاود (فیزیولوژیست)
- کن مک‌لاود
- مری ان مک‌لاود ترامپ
- مایک مک‌لاود (دونده)
- نیل مک‌لاود
- نورمن زد مک‌لاود
- عمر مک‌لاود
- الای مک‌لاود